# HK Olimpija 1999/00
Sezona 1999/00 HK Olimpija, ki je osvojila naslov prvaka v slovenski ligi in uvrstitev v polfinale v mednarodni ligi.

## Postava
- Trener:  Matjaž Sekelj

| Vratarji | Vratarji           | Vratarji        | Vratarji    | Vratarji | Vratarji                 | Vratarji                   |
| -------- | ------------------ | --------------- | ----------- | -------- | ------------------------ | -------------------------- |
| #        | Nar                | Igralec         | Boljša roka | Sez.     | Starost (rojstni dan)    | Kraj rojstva               |
|          | Slovenija          | Klemen Mohorič  | leva        | 3        | 24 let (25. maj 1975)    | Kranj, Slovenija           |
|          | Slovenija          | Martin Novak    | leva        | 14       | 29 let (27. januar 1970) | Ljubljana, Slovenija       |
|          | Kanada · Slovenija | Stanley Reddick |             | 5        | 30 let (12. julij 1969)  | Etobicoke, Ontario, Kanada |

| Branilci | Branilci                | Branilci         | Branilci    | Branilci | Branilci                  | Branilci                   |
| -------- | ----------------------- | ---------------- | ----------- | -------- | ------------------------- | -------------------------- |
| #        | Nar                     | Igralec          | Boljša roka | Sez.     | Starost (rojstni dan)     | Kraj rojstva               |
|          | Slovenija               | Igor Beribak (C) |             | 13       | 35 let (18. maj 1964)     | Ljubljana, Slovenija       |
|          | Kanada                  | Mike Burman      | leva        | 1        | 25 let (1. april 1974)    | North Bay, Ontario, Kanada |
|          | Slovenija               | Damjan Dervarič  | leva        | 1        | 17 let (6. februar 1982)  | Ljubljana, Slovenija       |
|          | Združene države Amerike | Chris Imes       | leva        | 3        | 27 let (27. avgust 1972)  | Birchdale, Minnesota, ZDA  |
|          | Slovenija               | Ožbej Križnar    | leva        | 1        | 18 let (11. marec 1981)   | Slovenija                  |
|          | Slovenija               | Domen Lajevec    | leva        | 1        | 18 let (25. maj 1981)     | Ljubljana, Slovenija       |
|          | Slovenija               | Peter Mihelič    |             | 5        | 20 let (5. avgust 1979)   | Ljubljana, Slovenija       |
|          | Slovenija               | Darko Prusnik    |             | 6        | 43 let (7. marec 1956)    | Ljubljana, Slovenija       |
|          | Slovenija               | Bojan Zajc       | desna       | 9        | 33 let (7. november 1965) | Ljubljana, Slovenija       |

| Napadalci | Napadalci          | Napadalci         | Napadalci | Napadalci   | Napadalci | Napadalci                  | Napadalci                     |
| --------- | ------------------ | ----------------- | --------- | ----------- | --------- | -------------------------- | ----------------------------- |
| #         | Nar                | Igralec           | Položaj   | Boljša roka | Sez.      | Starost (rojstni dan)      | Kraj rojstva                  |
|           | Kanada             | Mike Barrie       | C         | leva        | 1         | 25 let (17. marec 1974)    | Kelowna, B. Kolumbija, Kanada |
|           | Kanada             | Kelly Glowa       | F         | leva        | 1         | 36 let (11. avgust 1963)   | Brandon, Saskatchewan, Kanada |
|           | Slovenija          | Jurij Goličič     | LW        | leva        | 1         | 18 let (6. april 1981)     | Kranj, Slovenija              |
|           | Slovenija          | Marjan Gorenc     | F         | leva        | 13        | 35 let (27. februar 1964)  | Ljubljana, Slovenija          |
|           | Slovenija          | Ivo Jan           | C         | Desna       | 6         | 24 let (3. april 1975)     | Jesenice, Slovenija           |
|           | Slovenija          | Luka Klemenčič    | F         | leva        | 1         | 18 let (10. april 1981)    | Slovenija                     |
|           | Slovenija          | Dejan Kontrec     | LW        | leva        | 13        | 29 let (23. januar 1970)   | Ljubljana, Slovenija          |
|           | Slovenija          | Matija Lepša      | F         | leva        | 1         | 21 let (24. februar 1978)  | Ljubljana, Slovenija          |
|           | Slovenija          | Denis Marinčič    | F         | leva        | 2         | 21 let (5. marec 1978)     | Ljubljana, Slovenija          |
|           | Slovenija          | Gregor Polončič   | F         | leva        | 1         | 18 let (5. februar 1981)   | Ljubljana, Slovenija          |
|           | Rusija · Slovenija | Ildar Rahmatuljin | RW        | leva        | 2         | 38 let (9. januar 1961)    | Kazan, Rusija                 |
|           | Slovenija          | Mitja Šivic       | WR        | leva        | 2         | 20 let (1. september 1979) | Brezje, Slovenija             |
|           | Slovenija          | Jure Vnuk         | LW        | leva        | 10        | 26 let (18. junij 1973)    | Ljubljana, Slovenija          |
|           | Slovenija          | Tomaž Vnuk        | C         | desna       | 8         | 29 let (11. april 1970)    | Ljubljana, Slovenija          |

## Tekmovanja

### Slovenska liga
Uvrstitev: 1. mesto

#### Finale
Igralo se je na štiri zmage po sistemu 1-1-1-1-1-1-1, * - po podaljšku.
| 21. marec 2000 | HK Olimpija | 5:1 | HK Acroni Jesenice | Hala Tivoli, Ljubljana |

| Poročilo tekme | Poročilo tekme                                  | Poročilo tekme  | Poročilo tekme | Poročilo tekme |
| -------------- | ----------------------------------------------- | --------------- | -------------- | -------------- |
|                | Barrie 04 Zajc 08 Barrie 32 Barrie 35 Taylor 37 | (2:0, 3:0, 0:1) | ?              | Gledalci: 2500 |

| 23. marec 2000 | HK Acroni Jesenice | 1:2* | HK Olimpija | Dvorana Podmežakla, Jesenice |

| Poročilo tekme | Poročilo tekme | Poročilo tekme       | Poročilo tekme | Poročilo tekme |
| -------------- | -------------- | -------------------- | -------------- | -------------- |
| Začetek: 18:00 |                | (1:1, 0:0, 0:0, 0:1) |                |                |

| 25. marec 2000 | HK Olimpija | 4:1 | HK Acroni Jesenice | Hala Tivoli, Ljubljana |

| Poročilo tekme | Poročilo tekme | Poročilo tekme | Poročilo tekme | Poročilo tekme |
| -------------- | -------------- | -------------- | -------------- | -------------- |
|                |                |                |                |                |

| 28. marec 2000 | HK Acroni Jesenice | 1:2 | HK Olimpija | Dvorana Podmežakla, Jesenice |

| Poročilo tekme | Poročilo tekme | Poročilo tekme | Poročilo tekme | Poročilo tekme |
| -------------- | -------------- | -------------- | -------------- | -------------- |
|                |                |                |                |                |

### Mednarodna liga
Uvrstitev: Polfinale

#### Redni del
| Poz | Klub                      | OT | TOČ | Z (ZP) | P (PP) | PG  | DG  | GR  |
| --- | ------------------------- | -- | --- | ------ | ------ | --- | --- | --- |
| 1   | EC VSV                    | 28 | 52  | 25 (3) | 3 (2)  | 145 | 64  | +81 |
| 2   | EC KAC                    | 28 | 45  | 22 (3) | 6 (1)  | 150 | 63  | +87 |
| 3   | VEU Feldkirch             | 28 | 36  | 16 (2) | 12 (4) | 128 | 93  | +35 |
| 4   | HDD Olimpija Ljubljana    | 28 | 31  | 15 (2) | 13 (1) | 103 | 121 | -18 |
| 5   | Wiener EV                 | 28 | 28  | 12 (2) | 16 (4) | 111 | 110 | +1  |
| 6   | Dunaújvárosi Acélbikák    | 28 | 22  | 9 (2)  | 19 (4) | 80  | 119 | -39 |
| 7   | Alba Volán Székesfehérvár | 28 | 15  | 7 (2)  | 21 (1) | 81  | 151 | -70 |
| 8   | HK Jesenice               | 28 | 12  | 6 (1)  | 22 (0) | 44  | 121 | -77 |

#### Končnica

##### Četrtfinale
| 23. januar 2000 | Wiener EV | 2:5 | HDD Olimpija Ljubljana | Albert-Schultz-Halle, Dunaj |

| Poročilo tekme | Poročilo tekme | Poročilo tekme | Poročilo tekme | Poročilo tekme |
| -------------- | -------------- | -------------- | -------------- | -------------- |
|                |                | (1-0,0-2,1-3)  |                |                |

| 28. januar 2000 | HDD Olimpija Ljubljana | 5:4 | Wiener EV | Hala Tivoli, Ljubljana |

| Poročilo tekme | Poročilo tekme | Poročilo tekme | Poročilo tekme | Poročilo tekme |
| -------------- | -------------- | -------------- | -------------- | -------------- |
|                |                | (3-1,1-2,1-1)  |                |                |

##### Polfinale
| 30. januar 2000 | HDD Olimpija Ljubljana | 1:4 | EC VSV | Hala Tivoli, Ljubljana |

| Poročilo tekme | Poročilo tekme | Poročilo tekme | Poročilo tekme | Poročilo tekme |
| -------------- | -------------- | -------------- | -------------- | -------------- |
|                |                | 1-0,0-1,0-2)   |                |                |

| 2. februar 2000 | EC VSV | 6:4 | HDD Olimpija Ljubljana | Stadthalle, Beljak |

| Poročilo tekme | Poročilo tekme | Poročilo tekme | Poročilo tekme | Poročilo tekme |
| -------------- | -------------- | -------------- | -------------- | -------------- |
|                |                | (3-1,3-1,0-2)  |                |                |

## Statistika

### Najboljši strelci
| # | Igralec     | G  | P  | T  |
| - | ----------- | -- | -- | -- |
| 1 | Kelly Glowa | 22 | 41 | 63 |
| 2 | Mike Barrie | 25 | 13 | 38 |
| 3 | Mitja Šivic | 21 | 13 | 34 |
| 4 | Tomaž Vnuk  | 18 | 16 | 34 |